# Lijst van rijksmonumenten in Hardinxveld-Giessendam
De plaats en gemeente Hardinxveld-Giessendam telt 11 inschrijvingen in het rijksmonumentenregister. Hieronder een overzicht. 
| Object | Oorspronkelijke functie?  | Bouwjaar                       | Architect | Locatie              | Coördinaten?                  | Nr.?   | Afbeelding |
| --- | ------------------------- | ------------------------------ | --------- | -------------------- | ----------------------------- | ------ | --- |
| Gepleisterd 6-hoekig gebouwtje met spitsboogvensters, waarin authentieke ruitvormige roedeverdeling. Fijn gedetailleerde kroonlijst met consoles                                                  | Tuin, park en plantsoen   | midden 19e eeuw                |           | Het Laantje 1        | 51° 49' 40" NB, 4° 50' 9" OL  | 20257  | Gepleisterd 6-hoekig gebouwtje met spitsboogvensters, waarin authentieke ruitvormige roedeverdeling. Fijn gedetailleerde kroonlijst met consoles |
| De Koperen Knop/Muilwijk | Boerderij                 | mogelijk eerste kwart 19e eeuw |           | Binnendams 6         | 51° 49' 58" NB, 4° 50' 49" OL | 20258  | Meer afbeeldingen |
| Boerderij waarvan het woongedeelte een rieten wolfdak, een afgeknotte puntgevel met vlechtingen en vensters met ten dele de oude roedenverdeling heeft                                            | Boerderij                 | mogelijk 18e eeuw              |           | Binnendams 14        | 51° 49' 56" NB, 4° 50' 46" OL | 20259  | Meer afbeeldingen |
| Fraaie boerderij onder rieten zadeldak met rechts inrijdeur en voorgevel met vlechtingen, waarin vensters met luiken en 20-, 9- en 6-ruits roedenverdeling. Zoldervensters met tweelichtskozijnen | Boerderij                 |                                |           | Binnendams 16        | 51° 49' 55" NB, 4° 50' 44" OL | 20260  | Meer afbeeldingen |
| Boerderij ("pseudo-krukhuis"), op L-vormige grondslag onder rieten zadeldaken | Boerderij                 | mogelijk 18e eeuw (oorsprong)  |           | Binnendams 26        | 51° 49' 55" NB, 4° 50' 40" OL | 20261  | Meer afbeeldingen |
| Boerderij onder rieten zadeldak met uitbouw onder zadeldak rechts | Boerderij                 | 18e eeuw                       |           | Binnendams 4         | 51° 49' 60" NB, 4° 50' 49" OL | 20262  | Meer afbeeldingen |
| Tiendwegse Molen | Industrie- en poldermolen | 1906                           |           | Binnendams 30        | 51° 50' 28" NB, 4° 50' 25" OL | 20264  | Meer afbeeldingen |
| Toren Nederlands Hervormde Kerk | Kerk en kerkonderdeel     | 1821                           |           | Peulenstraat 234     | 51° 49' 42" NB, 4° 50' 3" OL  | 20265  | Meer afbeeldingen |
| Grenspaal. Een hardstenen grenspaal met wapens, kroon en opschrift: "Hardinxveld's eynde" | Grensafbakening           | derde kwart 18e eeuw           |           | Peulenstraat bij 238 | 51° 49' 43" NB, 4° 50' 2" OL  | 20266  | Meer afbeeldingen |
| Pand met kapverdieping onder pannen zadeldak | Werk-woonhuis             | 1778 (steen)                   |           | Buitendams 4         | 51° 49' 43" NB, 4° 49' 59" OL | 41946  | Pand met kapverdieping onder pannen zadeldak |
| Watertoren | Nutsbedrijf               | 1923                           |           | Rivierdijk 420       | 51° 49' 20" NB, 4° 52' 27" OL | 512954 | Meer afbeeldingen |

Alblasserdam ·
Albrandswaard ·
Alphen aan den Rijn ·
Barendrecht ·
Bodegraven-Reeuwijk ·
Capelle aan den IJssel ·
Delft ·
Den Haag ·
Dordrecht ·
Goeree-Overflakkee ·
Gorinchem ·
Gouda ·
Hardinxveld-Giessendam ·
Hendrik-Ido-Ambacht ·
Hillegom ·
Hoeksche Waard‎ ·
Kaag en Braassem ·
Katwijk ·
Krimpen aan den IJssel ·
Krimpenerwaard ·
Lansingerland ·
Leiden ·
Leiderdorp ·
Leidschendam-Voorburg ·
Lisse ·
Maassluis ·
Midden-Delfland ·
Molenlanden ·
Nieuwkoop ·
Nissewaard ·
Noordwijk ·
Oegstgeest ·
Papendrecht ·
Pijnacker-Nootdorp ·
Ridderkerk ·
Rijswijk ·
Rotterdam ·
Schiedam ·
Sliedrecht ·
Teylingen ·
Vlaardingen ·
Voorne aan Zee ·
Voorschoten ·
Waddinxveen ·
Wassenaar ·
Westland ·
Zoetermeer ·
Zoeterwoude ·
Zuidplas ·
Zwijndrecht